# Al-Mukalla
Al Mukalla (arapski: المكلا) je glavni grad jemenske muhafaze (pokrajine) Hadramaut, obalnog područja u južnom dijelu Jemena na obalama Adenskog zaljeva. Nalazi se na 480 km (300 km) istočno od Adena i glavna je luka u Hadramautu (to je površinom najveća pokrajina u Jemenu).
U povijesti je Al Mukalla bila znana i kao Cane ili Qana (Džana), to je bila glavna trgovačka luka za promet između Indije i Afrike, izvozna luka za tamjan koji se proizvodio u zaleđu grada.

## Povijest
Godine 1035. Mukalla je utemeljena kao ribarska luka na obalama Indijskog oceana.
Al Mukalla je tijekom povijesti bila glavni grad Sultanata Qu'aiti Država Hadhramauta (Qu'aiti Sultanat Shihr i Mukalla) sve do 1967. godine, kada je postala dijelom nove države Južni Jemen. Sultanat Quaiti Hadhramaut bio je dio Južnoarapskog Protektorata sve do tog ujedinjenja. Za vrijeme Sultanata Quaiti, sjedište Britanskog guvernera bila je Al Mukalla.
Tek 1977. godine Mukalla je povezana cestom s Adenom, najvećim gradom u regiji. Gospodarstvo današnje Mukalle temelji se na ribarstvu i preradi ribe, kožarskoj industriji, duhanskoj industriji i prihodima od velike morske luke.

## Vanjske poveznice
- O Mukalli na Enciklopediji LookLex  Arhivirana inačica izvorne stranice od 5. veljače 2010. (Wayback Machine)